# Marco Tullio Giordana
Marco Tullio Giordana, född 1 oktober 1950 i Milano, Lombardiet, är en italiensk filmregissör och manusförfattare.

## Utmärkelser
Giordana har bland annat vunnit Guldleoparden vid Internationella filmfestivalen i Locarno 1980 för Maledetti vi amerò och David di Donatello för bästa film 2004 för De bästa åren.

## Filmografi i urval
- 1980 – Car Crash (manus)
- 1980 – Maledetti vi amerò (manus och regi)
- 1991 – La domenica specialmente (regi)
- 1995 – Pasolini - ett italienskt brott (manus och regi)
- 2000 – I cento passi (manus och regi)
- 2003 – De bästa åren (regi)
- 2005 – Quando sei nato non puoi più nasconderti (manus och regi)
- 2008 – Wild Blood (manus och regi)
- 2012 – Roman kring en massaker (manus och regi)